# Myrtle Corbin
Josephine Myrtle Corbin (ur. 12 maja 1868 w hrabstwie Lincoln, zm. 6 maja 1928 w Cleburne) – amerykańska artystka cyrkowa, performerka, urodzona z dodatkowymi kończynami typu dipygus.

## Życiorys
Jej rodzicami byli William H. Corbin i Nancy Corbin (z domu Sullins). Para wzięła ślub 16 marca 1865. Corbin miała już wtedy przyrodnią siostrę, ponieważ jej matka była już wcześniej w związku małżeńskim ze swoim pierwszym mężem. Corbin miała też starszą siostrę, Mary i młodszą, Willie Ann[niewiarygodne źródło?].
Corbin urodziła się w hrabstwie Lincoln. Dziewczynka miała dwie oddzielne miednice obok siebie od pasa w dół i cztery nogi. Każda z jej mniejszych wewnętrznych nóg była połączona z jedną z jej zewnętrznych nóg. Corbin mogła poruszać wewnętrznymi nogami, ale były one zbyt słabe, by nimi chodzić. Do tego jej wewnętrzne nogi nigdy już się nie rozwinęły – zachowały czucie i Corbin mogła nimi tylko poruszać. Jej prawa stopa zewnętrzna była skrzywiona. Mniejsze nogi wewnętrzne miały tylko trzy palce u każdej stopy[niewiarygodne źródło?].
Wychowała się w hrabstwie Blount. Kilkanaście lat później jej rodzina przeniosła się na zachód do Teksasu. Najpierw pojechali do hrabstwa Johnson, potem do Cleburne i ostatecznie tam zostali[niewiarygodne źródło?].

## Kariera
Osobliwość Józefiny przyciągała uwagę mieszkających w okolicy osób, dlatego jej ojciec zabierał dziewczynkę na różne jarmarki i imprezy już od 4 roku życia. W wieku 14 lat dziewczyna rozpoczęła współpracę z Barnum & Bailey Circus. Zaprezentowano nie tylko artystów i tresowane zwierzęta, ale także osoby z nietypowymi wadami fizycznymi.
Z biegiem czasu „czworonożna dziewczyna” stała się tak popularna, że miała naśladowców, a nawet fałszywych sobowtórów. Nie było to jednak zaskoczeniem, ponieważ Corbin zarabiała kilkaset dolarów tygodniowo.
W 1909 Corbin została wdową. Kobieta wróciła do cyrku, co pozwoliło jej zarobić wystarczająco dużo pieniędzy, by samotnie wychować dzieci i zapewnić im dobre wykształcenie.

## Życie prywatne
Corbin wyszła za mąż za doktora, Jamesa Clintona Bicknella 12 czerwca 1886 w hrabstwie Blount[niewiarygodne źródło?] i miała ośmioro dzieci z dwóch macic. Przeżyło tylko pięcioro dzieci, dwoje z pierwszej pochwy i troje z drugiej pochwy.

## Śmierć
Corbin zmarła w wieku 60 lat. Kilka cyrków próbowało odkupić jej ciało, ale jej dzieci odmówiły. Wylali beton na grób ukochanej matki, aby nikt nie zakłócał jej spokoju.

## Galeria

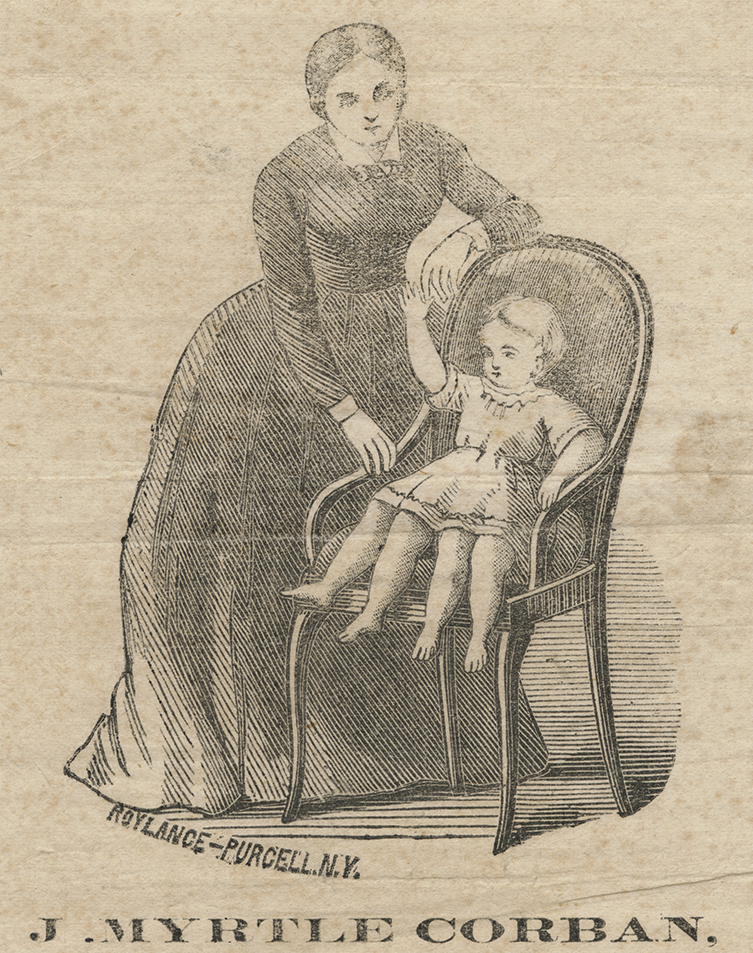
Myrtle Corbin (1871-1881)
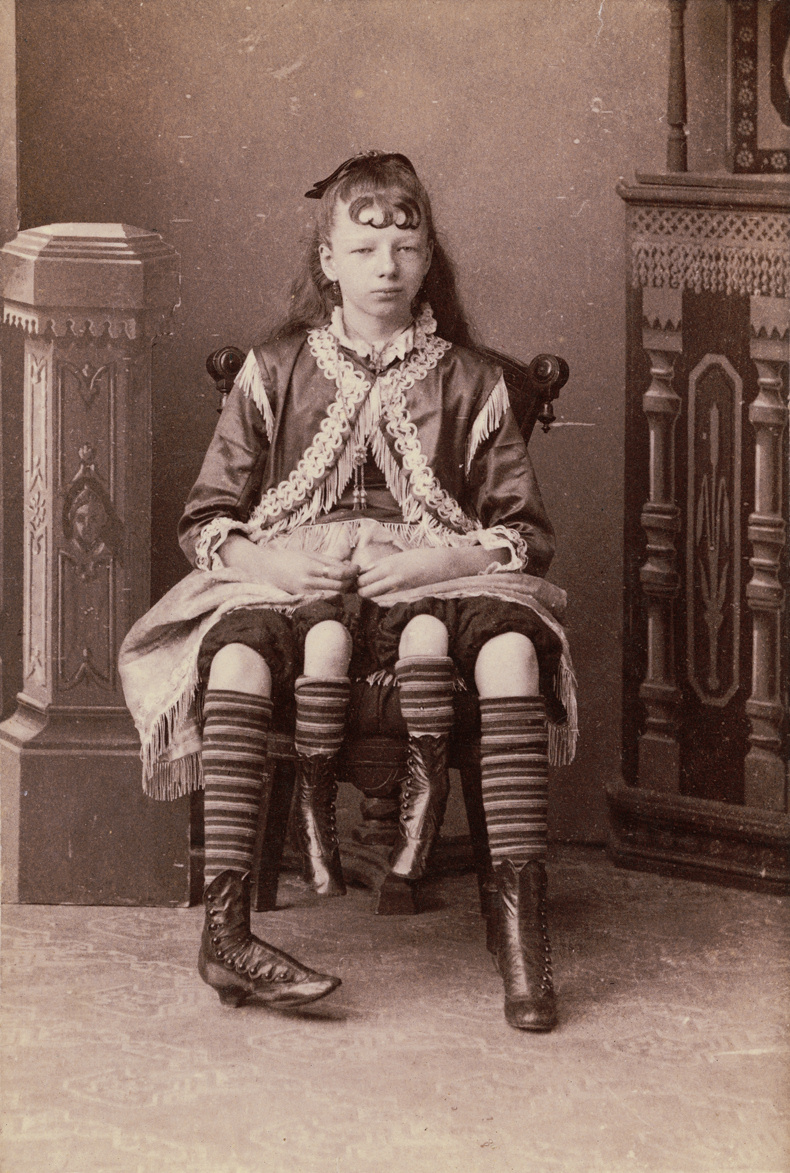
Myrtle Corbin (1882)
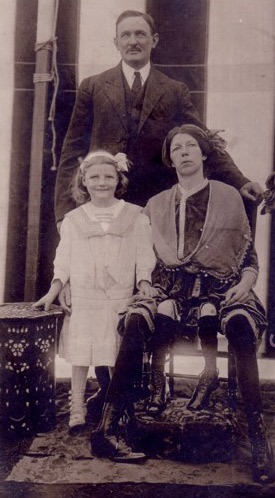
Myrtle Corbin ze swoim mężem i córką